# Максимова, Елена Юрьевна
Еле́на Ю́рьевна Макси́мова (род. 21 июля 1978, Пермь, СССР) — российская оперная певица (меццо-сопрано). Лауреат международных конкурсов «Янтарный соловей», им. Михаила Глинки и им. Елены Образцовой.

## Биография
Елена Максимова родилась 1978 году в Перми. С детства Елена начала заниматься музыкой в детской музыкальной школе в родном городе. Окончив Пермское музыкальное училище, сразу же поступила на вокальный факультет Московской государственной консерватории им. П. И. Чайковского.
С 2000 года Елена стала солисткой Московского академического Музыкального театра им. К. С. Станиславского и Вл. И. Немировича-Данченко.
В 2003 окончила Московскую консерваторию (педагог — профессор Л. А. Никитина); в 2005 — аспирантуру Московской консерватории.

## Творчество

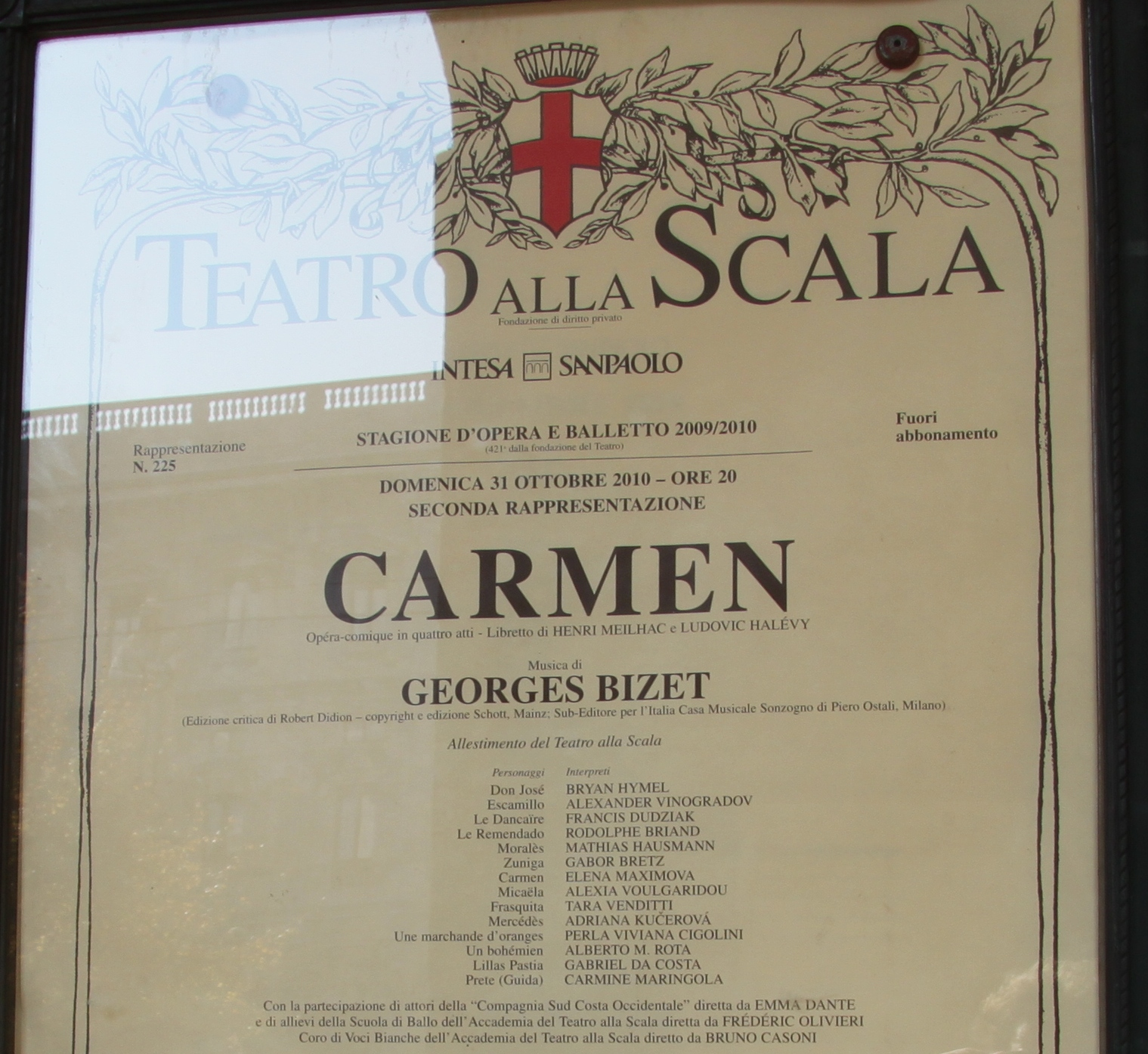
Афиша театра «Ла Скала», Елена Максимова в роли Кармен

Имеет обширный концертный и оперный репертуар, выступает в крупнейших концертных залах и театрах России и Европы. Сотрудничает с ведущими мировыми музыкантами и дирижёрами, среди которых Зубин Мета, Лорин Маазель, Юрий Башмет, Даниэль Баренбойм, Кент Нагано, Кшиштоф Пендерецкий, Кирилл Петренко, Джон Фиоре, Массимо Дзанетти, Марк Горенштейн, Дмитрий Юровский и другими.

### Участие в конкурсах
- 2001 — Международный конкурс молодых вокалистов им. Глинки (лауреат и обладатель специального приза).
- 2002 — Международный конкурс камерного пения «Янтарный соловей» в Калининграде (призёр и лауреат).
- 2003 — Международный конкурс молодых оперных певцов Елены Образцовой (Санкт-Петербург) (лауреат и обладательница приза зрительских симпатий).

### На сцене оперных театров мира

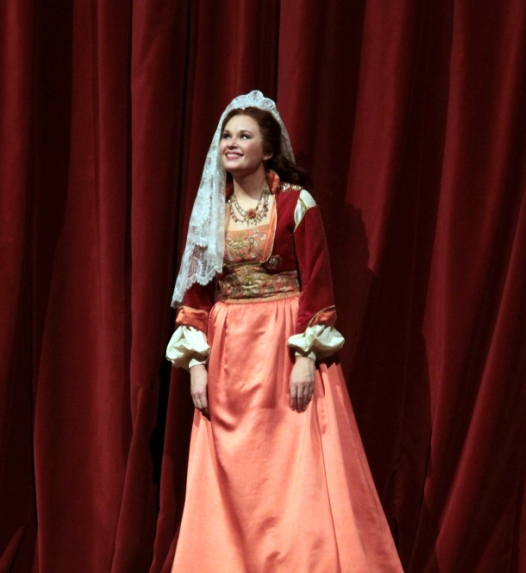
Елена Максимова на сцене Венской оперы в роли Кармен

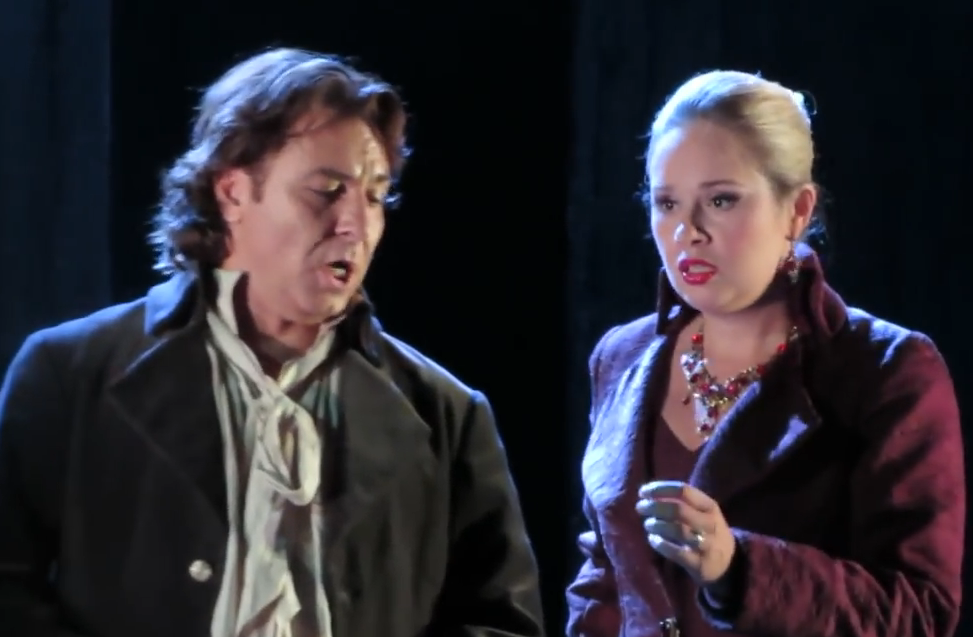
Роберто Аланья и Елена Максимова в опере Джузеппе Верди «Дон Карлос» на сцене Венской оперы

- Ноябрь 2008 — Баварская государственная опера, опера Luisa Miller, в роли Федерики (герцогиня Остхеймская).
- Июнь 2009 — в роли Далилы в опере Камиля Сен-Санса Самсон и Далила в швейцарском Санкт-Галлене.
- 11 февраля 2010 — Московский музыкальный театр имени Станиславского и Немировича-Данченко, главная роль на премьере оперы Д. Россини «Севильский цирюльник».
- Октябрь 2010 — дебют Елены в театре «Ла Скала», главная роль в опере «Кармен».
- Ноябрь 2011 — театр Palermo, главная роль в опере «Кармен».
- Февраль 2012 — дебют на сцене Венской государственной оперы, главная роль в опере «Кармен».
- Февраль 2013 — дебют на сцене Королевской оперы в Лондоне, опера «Евгений Онегин».
- Май 2013 — в роли Изабеллы на премьерной постановке оперы Дж. Россини «Итальянка в Алжире» на сцене Московского академического Музыкального театра им. К. С. Станиславского и Вл. И. Немировича-Данченко.
- Осень 2013 — дебют на сцене Метрополитен-опера в Нью-Йорке, опера «Евгений Онегин».
- Март 2014 — Национальный оперный театр Финляндии, в роли Принцессы Эболи в опере Дж. Верди «Дон Карлос».
- Июнь 2014 — Мариинский театр, в роли Принцессы Эболи в опере Дж. Верди «Дон Карлос», дирижёр — Валерий Гергиев.
- 25 сентября 2014 — Венская государственная опера, в роли Принцессы Эболи в опере Дж. Верди «Дон Карлос».
- 15 ноября 2014 — Венская государственная опера, роль Марфы в премьере постановки оперы М.П. Мусоргского «Хованщина». По оценкам критиков, эта постановка стала центральным событием сезона 2014-2015 в Венской опере[1].
- 28 февраля 2015 —  Метрополитен-опера в Нью-Йорке, в одной из главных партий в опере Жака Оффенбаха «Сказки Гофмана».
- 19 октября 2015 — Королевская опера в Лондоне, в опере «Кармен».

## Интересные факты
- Елена увлекается разными видами искусства, помимо музыки ей очень нравится живопись.
- Владеет английским, итальянским и французским языками.